# 馬拉斯區
馬拉斯區（西班牙語：Distrito de Maras），是秘魯的一個區，位於該國南部庫斯科大區的烏魯班巴省，始建於1857年1月2日，面積131.85平方公里，海拔高度3,385米，2005年人口7,167，人口密度每平方公里54人。

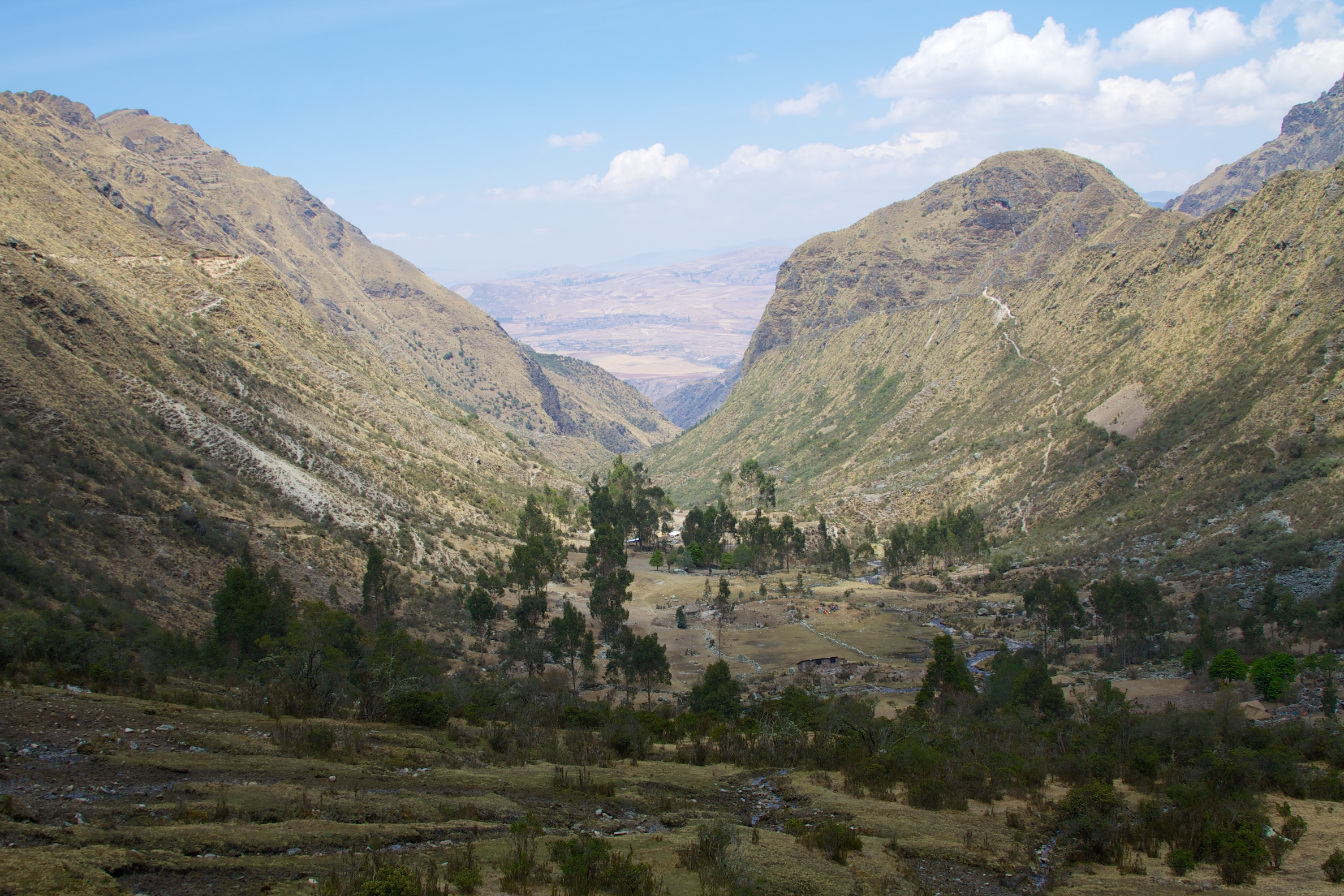